# Bartosz Wójcik
Bartosz Wójcik, występujący solowo jako Bratek (ur. 11 marca 1985 w Krakowie) – polski gitarzysta rockowy i kompozytor.

## Życiorys
Karierę muzyczną rozpoczął w 2012 w zespole Revolucja, z którym nagrał dwa albumy: koncertowy Ku przestrodze (zarejestrowany na 15. Festiwalu im. Ryśka Riedla) i studyjny Bida z Nędzą.
Od 2014 współpracuje z marką Plexsound, która stworzyła serię wzmacniaczy gitarowych sygnowanych nazwiskiem Wójcika: "Psychonote BW10" (combo), "Labraks Bartosz Wójcik Signature" (combo) i "Goldwing Bartosz Wójcik Signature" (head & combo).
W 2016 wydał swój debiutancki album pt. ...From the Book of Shadows, który nagrał z okazji 20. rocznicy wydania albumu pt. Book of Shadows przez Zakka Wylde'a. W 2017 założył zespół Medusa, z którym wydał trzy albumy: studyjny Medusa (2017) i koncertowe One Night At Pamela's (2018) oraz Somewhere Over The Mountains (2021). W listopadzie 2021 wydał drugi solowy album pt. Book of Life. W lipcu 2022 został członkiem zespołu Adrenalina & Perfect, który powstał po odejściu Grzegorza Markowskiego z grupy Perfect. W 2023 roku został gitarzystą w zespole Doogie White's White Noise (Polish Chapter).
W lipcu 2024 odłączył się od Adrenalina & Perfect i z Jackiem Krzaklewskim, Ryszardem Sygitowiczem, Piotrem Skórą i Krzysztofem Żurkiem zapowiedział powrót zespołu pod nową nazwą – Perfect Gold. W sierpniu 2024 rozpoczął współpracę z Paulem Di’Anno, którą przerwała nagła śmierć wokalisty. 
Jest założycielem i wykładowcą Małopolskiej Szkoły Rocka oraz autorem wielu warsztatów gitarowych dla czasopisma Top Guitar. Skomponował muzykę do filmu dokumentalnego o plastyku i poecie Adamie Macedońskim.

## Dyskografia
Albumy solowe
- ...From the Book of Shadows (2016)
- Book Of Life (2021)

Albumy z zespołem Revolucja
- Ku przestrodze (2013)
- Bida z nędzą (2016)

Albumy z zespołem Medusa
- Medusa (2017)
- One Night At Pamela's (2018)
- Somewhere Over The Mountains (2021)